# Lia Castro
Juliana Valongo de Castro (Rio de Janeiro, 30 de junho de 1985) é uma voleibolista indoor brasileira, atuante na posição de Oposta, com marca de alcance de 310 cm no ataque e 290 cm no bloqueioque serviu a Seleção Brasileira de Novas na conquista da medalha de prata na Copa Pan-Americana de 2008 no México e servindo a seleção conquistou em 2009 o ouro na Copa Final Four no Peru.Em clubes foi campeã do extinto Torneio Internacional Salonpas Cup de 2008, além das medalhas de pratas obtidas na edição do Campeonato Sul-Americano de Clubes no Brasil  e  também no Campeonato Mundial de Clubes na Suíça, ambos em 2014.

## Carreira
Lia aos 15 anos de idade, época que cursava o Ensino Médio, cuja atividade física escolar recomendada era o voleibol, mas não queria seguir no voleibol, tal modalidade incentiva por sua mãe, e  sua paixão na verdade era o handebol, mas competiu no vôlei nos campeonatos intercolegiais  e nos Jogos Estudantis das Escolas Públicas (Jeep) e  encontrou dificuldade na transição da passada de handebol para o voleibol, pois na primeira modalidade se salta com uma perna, e no vôlei com impulsão com as duas e em 2000 passou a dedicar-se ao voleibol.
Sua trajetória no voleibol inicia nas categorias de base do Grajaú Tênis Clube no ano de 2002 , ano que conquistou o título do Campeonato Carioca na categoria infanto-juvenil em seguida defendeu o Miraflores/Niterói  e teve uma passagem de quatro meses pelo Flamengo.
Na temporada 2005-06 atuou pelo ASBS/Suzano no Campeonato Paulista de 2005, além do bronze nos Jogos Abertos de Botucatu encerrou por esta equipe em nono lugar na Superliga Brasileira A correspondente.Na temporada seguinte foi atleta do Fiat/Minas e este clube representou o Paulistano no Campeonato Paulista de 2006, utilizando a alcunha de Fiat/Paulistano  quando da conquista do bronze nessa edição e o quarto lugar na Copa São Paulo.E nessa temporada disputou pelo Fiat/Minas a Superliga Brasileira A e nesta edição conquistou o bronze.
No período esportivo 2007-08 foi contratada pela equipe  catarinense do Brasil Telecom e obteve o título do estadual catarinense de 2007, defendendo-o na edição da Liga Nacional  de 2007, quando na conquistou o título e a qualificação para Superliga Brasileira A 2007-08 que disputou também por este clube encerrando na quarta posição e foi a Maior Pontuadora da edição com391 pontos em 24 jogos, deste 325  foram de ataque, 50 de bloqueio e 16 de sa-que.
Em 2008 foi convocada para Seleção Brasileira de Novas para disputar a Copa Pan-Americana disputada nas cidades mexicanas de Tijuana e Mexicali conquistando a medalha de prata nesta edição.Defendeu o Finasa/Osasco nas competições de 2008-09 conquistando a Copa São Paulo de 2008, também o título da Copa Brasil.
Ainda em 2008 conquistou pelo Finasa/Osasco o título da Salonpas Cup, o título paulista  e ouro nos Jogos Abertos de Piracicaba; e pelo Finasa/Osasco disputou a Superliga Brasileira A 2008-09 e conquistou nesta edição o vice-campeonato.
Em 2009 foi convocada para Seleção Brasileira para disputar a Copa Final Four  realizada em Lima-Peru no qual conquistou  o título desta edição.Na temporada 2009-10 transferiu-se para o Pinheiros/Mackenzie,  pelo conquistou o título do Campeonato Paulista d 2009 e disputou a correspondente Superliga Brasileira A encerrando por este clube na quarta posição
Renovou com a temporada 2010-11 com o Pinheiros/Mackenzie  e conquistou o título do Campeonato Paulista de 2010  e disputou a referente Superliga Brasileira A por este clube quando encerrou na quarta posição após eliminação da semifinal deste edição.Também foi atleta do BMG/São Bernardo  na jornada 2011-12.pelo qual disputou a  correspondente Superliga Brasileira A alcançando a oitava posição final.
Lia voltou  a atuar no voleibol mineiro no período 2012-13 quando reforçou a Usiminas/Minas na referente Superliga Brasileira  e alcançou o sétimo lugar após eliminação nas quartas de final.No período esportivo 2013-14 assinou com o Molico/Osasco e por esta equipe obteve o título do Campeonato Paulista  de 2013 e disputou a Superliga Brasileira A 2013-14.
Pelo Molico/Osasco conquistou em Maringá o título da Copa Brasil de 2014 e a qualificação para o Campeonato Sul-Americano de Clubes de 2014, e essa edição continental  foi sediada em Osasco, e conquistou a medalha de prata , sendo que seu clube foi qualificado para o Campeonato Mundial de Clubes de 2014, sediado na Zurique,  por convite, e esteve  na equipe vestindo a camisa#10 na referida competição e conquistou a medalha de prata nesta edição, figurando nas estatísticas da competição na trigésima segunda posição entre as maiores pontuadoras e trigésima primeira  entre as melhores bloqueadoras.E  foi bronze na Superliga Brasileira A 2013-14.
Para temporada 2014-15 foi anunciada como uma das principais contratações do Camponesa/Minas, que utilizou a alcunha de Decisão Engenharia/Minas na temporada passadasagrando-se outra vez vice-campeã do Campeonato Mineiro em 2014 e disputou a Superliga Brasileira A 2014-15.Em 2015 disputou  Copa Brasil  cuja finais ocorreu Cuiabá, mas encerrou em sexto lugar nesta edição.
No período esportivo de 2015-16 passou a jogar pelo São Cristóvão Saúde/São Caetano e finalizou na nona posição na correspondente Superliga Brasileira A, em 2016 foi contratada pelo time argentino San Lorenzoterminando na quarta posição na Liga Argentina de Clubes de 2017 e ainda na 2016-17 passa atuar no voleibol alemão pela equipe do VfB 91 Suhl finalizando na décima posição na Bundesliga A correspondente.
Em 2018 atuou pelo Vôlei Positivo/Londrina na Superliga Brasileira Bterminando com o vice-campeonato.Voltou atuar pelo San Lorenzo na jornada de 2018-19 e disputou o Campeonato Sul-Americano de Clubes de 2019 realizado em Belo Horizonte e conquista a medalha de bronze inédia para o clube.

## Títulos e resultados
- Copa Brasil:2008[20], 2014[37]
- Superliga Brasileira A:2008-09[25]
- Superliga Brasileira A:2006-07[8], 2013-14[43]
- Superliga Brasileira A:2007-08[8], 2009-10[28], 2010-11
- Superliga Brasileira B:2018[53]
- Liga Nacional:2007[15]
- Campeonato Paulista:2008[22], 2009[7], 2010[7], 2013[35]
- Campeonato Paulista:2006[11]
- Campeonato Catarinense:2007[14]
- Copa São Paulo:2008[19]
- Copa São Paulo:2006[11]
- Jogos Abertos de São Paulo:2008[23]
- Jogos Abertos de São Paulo:2005[7]
- Campeonato Carioca Infantojuvenil:2002[3]

## Premiações individuais
- Maior Pontuadora da Superliga Brasileira A de 2008-09[7][18]
- Melhor Oposto - Troféu Melhor do Vôlei de 2007-08[7]